# 대진여자고등학교
대진여자고등학교(大眞女子高等學校)는 대한민국 서울특별시 노원구 중계동에 위치한 사립 고등학교이다.

## 학교 연혁
- 1984년 2월 6일 : 학교법인 대진학원 설립 인가
- 1988년 11월 12일 : 대진여자고등학교 인가
- 1989년 3월 2일 : 초대 교장 한석동 선생 취임
- 1989년 3월 3일 : 89학년도 신입생 입학식(12학급)
- 1989년 10월 28일 : 대진여자고등학교 개교식
- 1992년 2월 13일 : 91학년도 졸업식(제1회)
- 1992년 3월 2일 : 학교법인 '대진대학교' 로 법인명칭 변경 인가
- 2017년 3월 25일 : 연합형 교육과정 실시(4과목)
- 2019년 3월 1일 : 제6대 교장 조영동 선생 취임
- 2021년 2월 4일 : 제30회 졸업식(누계 16,832명)

## 참고 자료
- 대진여자고등학교 - 한국교육학술정보원 학교알리미